# آلفونسوی نهم، پادشاه لئون
آلفونسوی نهم (زادهٔ ۱۵ اوت ۱۱۷۱ – درگذشتهٔ ۲۴ سپتامبر ۱۲۳۰)، پادشاه لئون و گالیسیا از زمان مرگ پدرش فرناندوی دوم در سال ۱۱۸۸ تا زمان مرگ خود بود.
او گام‌هایی در جهت مدرن سازی و دموکراتیزه کردن سلطه خود برداشت و دانشگاه سالامانکا را در سال ۱۲۱۲ تأسیس کرد. در سال ۱۱۸۸ او اولین پارلمان که نشان دهنده کامل‌ترین نمایندگی شهروندی که تا به حال در اروپای غربی دیده شده بود، یعنی Cortes of Leon را احضار کرد.
آلفونسو در بازپس‌گیری اندلس شرکت کرد و چندین سرزمین را در داخل اکسترمادورا فتح کرد، مریدا و باداخوس را در سال ۱۲۳۰ تصرف کرد، که امکان فتح نهایی سویا در دوران سلطنت پسرش فرناندوی سوم را فراهم کرد. او همچنین درگیر درگیری‌های متعددی با پاپ سلستین سوم بود که به دلیل ماهیت ازدواجش منع شد.